# リール・ユーロップ駅
リール・ウロップ駅（リール・ウロップえき、ｌフランス語:Gare de Lille-Europe 注 Europe発音例）は、フランス・ノール＝パ・ド・カレー地域圏ノール県リール市にあるフランス国鉄（SNCF）・リール都市圏交通局の駅である。

## 概要
開業は1994年5月。駅舎の設計には日本人建築家も加わっている。当駅の開業によって旧来のリールのターミナル駅はリール＝フランドル駅に改称された。駅が建設される前はフランス軍の土地であり、再開発も同時に行われた。それに伴って完成した巨大なショッピングセンター・ウラリール（Euralille）を挟んで500mほど離れて両駅は近接している。
ロンドンやブリュッセル方面へのユーロスター、フランス国内各方面に向かうTGVが発着する。他にLGV北線経由でブローニュ＝シュル＝メールやダンケルク方面へのTER (TER GV) や、リール都市圏交通局が運営するVAL方式のリールメトロが発着する。1日あたりの利用客数は8,000人である。
TGVは、主にLGV東連絡線を経由してフランス各地に直通する列車が発着する。リヨン方面とブリュッセル方面の直通TGVは、当駅でスイッチバックを行う。LGV東連絡線経由のTGVは、シャルル・ド・ゴール空港・リヨンを経て、マルセイユやモンペリエ方面へ直通するものが多い。なお、パリ北駅からのTGVの大半は当駅ではなく、リール＝フランドル駅を始発・終着とする。ユーロスターは2時間に1本程度停車しており、当駅で乗り継ぐことによって、ロンドンからパリ以外のフランス各地へのアクセスを容易にしている。

## 駅構造

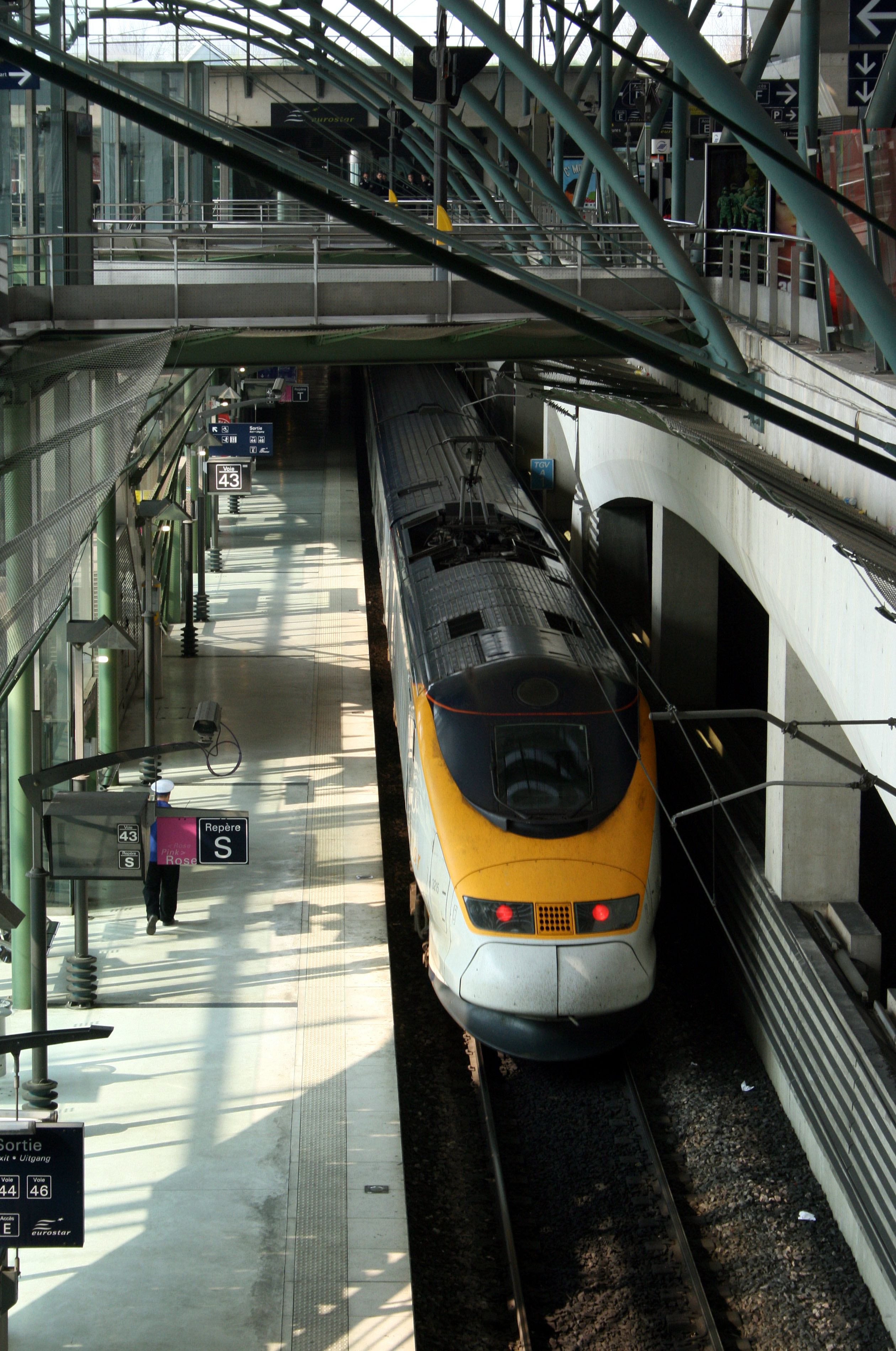
リール・ウロップ駅を発着するユーロスター

掘割構造の半地下駅で、ホームを覆うように橋上駅舎が設置されている。ホームと線路の配置は中央の2線の通過線を挟んで、それぞれの副本線に島式ホーム1面2線を有する（日本の福島駅や高崎駅の新幹線ホームと同一配置）。通過線は通過列車の列車風を防ぐため壁で仕切られている。ロンドン行きユーロスターの場合は当駅で乗車する際にイギリスの入国審査を行うため、それに対応した施設になっている。駅舎内にはカフェやバーなどが出店している。

## 駅周辺
駅前にはショッピングモールのウラリールが立地し、各種店舗やカフェ・レストランなどが出店している。

## 付記
- フランスレールパスなどフランス国内のみ乗り放題のパスで、TGVの座席指定料金3ユーロの追加のみで、当駅からブリュッセル南駅までのTGVを利用することができる（リヨンやシャルル・ド・ゴール空港方面からブリュッセルまでの利用でも同様）。
- 当駅にはIATA空港コード「XDB」が割り振られている。

## 隣の駅
国際列車
■LGV北線
ベルギー - フランス
ブリュッセル南駅 - リール・ウロップ駅 - シャルル・ド・ゴール空港第2TGV駅
TGV間の地域
カレー・フレタン駅 - リール・ウロップ駅 - TGVオート・ピカルディ駅
■ユーロスター
ロンドン - ブリュッセル
カレー・フレタン駅 - リール・ウロップ駅 - ブリュッセル南駅
ロンドン - パリ
カレー・フレタン駅 - リール・ウロップ駅 - パリ北駅
ロンドン - ディズニーランド、アルプス/アヴィニョン
カレー・フレタン駅 - リール・ウロップ駅 - マルヌ＝ラ＝ヴァレ＝シェシー駅
フランス国鉄
■TER GV
リール - カレー - ブローニュ
カレー・フレタン駅 - リール・ウロップ駅